# Orezivanje voćaka
Orezivanje voćki ili rezidba voćaka uključuje veliki broj voćarskih tehnika i metoda, koje se koriste na plodonosnim stabalima za kontrolu rasta, uklonjanje mrtvih ili bolesnih grančića i za stimulaciju i nastanak cvjetnih i voćnih pupova. 
Orezivanje često znači rezanje grana, ponekad uklanjanje manjih dijelova voćke u cijelosti. To također može značiti uklanjanje mladih izbojaka, pupova, lišća, itd. Orezivanje i osposobljavanje mladih stabala utječe na njihovu kasniju produktivnost i dugovječnost. Dobro orezivanje također može spriječiti kasnije ozljede od težine plodova, snijega ili leda na granama.
Glavni je cilj orezivanje voćaka dobiti kvalitetan urod voća. Orezivanje pokušava uravnotežiti rast izbojaka i proizvodnju voća. Razlog za redovitu rezidbu je postizanje pravilnog omjera između vegetativnih i rodnih (generativnih) pupova, kako bi se uspostavila ravnoteža između rasta i rodnosti. Osim toga, regulira se ravnoteža između podzemnog i nadzemnog dijela. Najčešće korištene tehnike orezivanja su prorjeđivanje i prikraćivanje. Prorjeđivanjem se uklanja višak izbojaka i povećava se rodnost, dok se prikraćivanjem skraćuju izbojci, kako bi se biljka razgranala na određenoj visini. Zimskom rezidbom mladih voćaka uklanjaju se jednogodišnje mladice pri vrhu kosturnih grana, prorjeđuju se mladice te uklanjaju neke jače suvišne grane koje imaju nepoželjan položaj. Pravilan rez uvijek je ukošen u odnosu na pup i oko 1 cm iznad samog pupa. Pri rezidbi treba paziti, da se ne odreže ukoso prema pupu. Nasuprot pupa ostaje visoki batrljak, a kapljice kiše i rose slijevaju se na pup pa može doći do pojave truleži. Rezidba se provodi od jeseni (nakon završetka vegetacije), zimi i do početka proljeća, dok je stablo u mirovanju. Ljetna rezidba se obavlja početkom ljeta, da bi se postigli što kvalitetniji plodovi i rasteretila voćka.
Biljke formiraju novo tkivo u predjelu zvanom meristem, koji se nalazi u neposrednoj blizini vrhova korijena i izbojaka, gdje se odvija aktivna podjela stanica. Rast meristema ima za cilj osigurati, da se listovi brzo podignu na suncu i da korijen duboko prodre u tlo. Vršni meristem (vegetacijski vršak stabljike i korijena), mitozom omogućuje rast stabljici u visinu, odnosno korijenu u dubinu. Bočna tvorna tkiva (razvijaju se naknadno, tvore godove) omogućuju biljci rast u širinu; glavno tkivo je žilni kambij (u presjeku biljke kambijski prsten), koji prema središtu tvori ksilem (drvo), a prema površini floem (liko).

## Vanjske poveznice
- Zelena rezidba voćaka
- Rezidba voćaka  Arhivirana inačica izvorne stranice od 18. srpnja 2012. (Wayback Machine)